# Didymoglossum barklyanum
Didymoglossum barklyanum är en hinnbräkenväxtart som först beskrevs av John Gilbert Baker och som fick sitt nu gällande namn av Jacobus Petrus Roux.
Didymoglossum barklyanum ingår i släktet Didymoglossum och familjen Hymenophyllaceae. Inga underarter finns listade i Catalogue of Life.